# Matthias Nass
Pour les articles homonymes, voir Armand Nass.
Matthias Nass est un journaliste allemand. Il est chef du service étranger de l'hebdomadaire Die Zeit et a tenu diverses positions dans ce journal depuis 1983.
Ancien membre du comité directeur du groupe Bilderberg.